# Meredith Hagner
Meredith Kathleen Hagner (Chapel Hill, 31 de mayo de 1987) es una actriz estadounidense de cine y televisión. En 2009 fue nominada a los Premios Daytime Emmy por su trabajo en la serie As the World Turns.

## Biografía
Hagner empezó su carrera interpretando el papel de Liberty Ciccone en el seriado As the World Turns (2008–2010). Más adelante integró el reparto regular de las series Lights Out (2011) y Men at Work (2012–2014). Ganó relevancia por su papel como Portia Davenport en la serie de televisión Search Party (2016–2022), ante una buena recepción crítica. También ha registrado apariciones en otras producciones como Strangers (2017–2018), Dummy (2020) y Bad Monkey (2024). Su participación en cine incluye películas como Hits (2014), Folk Hero & Funny Guy (2016), The Oath (2018), Brightburn (2019), Palm Springs (2020) y Vacation Friends (2021).

## Filmografía

### Cine
| Año  | Título                   | Papel              |
| ---- | ------------------------ | ------------------ |
| 2010 | Going the Distance       | Empleada del salón |
| 2011 | Damsels in Distress      | Alice              |
| 2012 | Art Machine              | Alexia             |
| 2014 | Hits                     | Katelyn Stuben     |
| 2014 | We'll Never Have Paris   | Leah               |
| 2015 | Creative Control         | Becky              |
| 2015 | Irrational Man           | Sandy              |
| 2016 | Folk Hero & Funny Guy    | Bryn               |
| 2016 | Urge                     | Club Girl #2       |
| 2017 | Ingrid Goes West         | Charlotte Buckwald |
| 2018 | Set It Up                | Becca              |
| 2018 | The Oath                 | Abbie Bunton       |
| 2019 | Brightburn               | Merilee McNichol   |
| 2020 | Palm Springs             | Misty              |
| 2020 | Horse Girl               | Heather            |
| 2021 | Vacation Friends         | Kyla               |
| 2022 | The Hater                | Greta              |
| 2022 | Baby Ruby                | Shelly             |
| 2023 | Joy Ride                 | Jess               |
| 2023 | Vacation Friends 2       | Kyla               |
| 2025 | You're Cordially Invited | Neve               |

### Televisión
| Año             | Título                   | Papel                                  | Notas                                                           |
| --------------- | ------------------------ | -------------------------------------- | --------------------------------------------------------------- |
| 2008–2010       | As the World Turns       | Liberty Ciccone                        | Papel recurrente                                                |
| 2009–2011, 2016 | Royal Pains              | Libby                                  | 7 episodios                                                     |
| 2011            | Lights Out               | Ava Leary                              | 13 episodios                                                    |
| 2011            | In Plain Sight           | Beth Harris                            | Episodio: "Meet the Shannons"                                   |
| 2011            | CSI: Miami               | Jan Gramercy                           | Episodio: "Crowned"                                             |
| 2012–2014       | Men at Work              | Amy Jordan                             | 22 episodios                                                    |
| 2013            | The Following            | Aimee                                  | Episodio: "The End Is Near"                                     |
| 2014            | Louie                    | Alison                                 | Episodio: "In the Woods: Part 2"                                |
| 2015            | Benders                  | Tanya                                  | Episodio: "Nice Day for a Boat Ride"                            |
| 2015            | A Gift Wrapped Christmas | Gwen                                   | Telefilme                                                       |
| 2016            | Veep                     | Debralee                               | 2 episodios                                                     |
| 2016–2022       | Search Party             | Portia Davenport                       | Papel principal                                                 |
| 2016            | My Christmas Love        | Cynthia                                | Telefilme                                                       |
| 2017            | Odd Mom Out              | Berkley                                | Episodio: "Children in the Corn Pudding"                        |
| 2017            | Younger                  | Montana/Amy                            | 5 episodios                                                     |
| 2017–2018       | Strangers                | Cam                                    | Papel recurrente                                                |
| 2020            | Dummy                    | Bárbara                                | Papel recurrente, actuación de voz                              |
| 2020            | Bob's Burgers            | Madison                                | Episodio: "A Fish Called Tina", actuación de voz                |
| 2021            | Robot Chicken            | Helga Pataki / Blonde Acappella Singer | Episodio: "May Cause One Year of Orange Poop", actuación de voz |
| 2021–           | Disenchantment           | Mora the Mermaid / Mop Girl            | Papel recurrente, actuación de voz                              |
| 2024            | Bad Monkey               | Eve                                    | Papel principal                                                 |
| 2024            | Shrinking                | Sarah                                  | Episodio: "Last Drink"                                          |